# Grotte de Salamanque

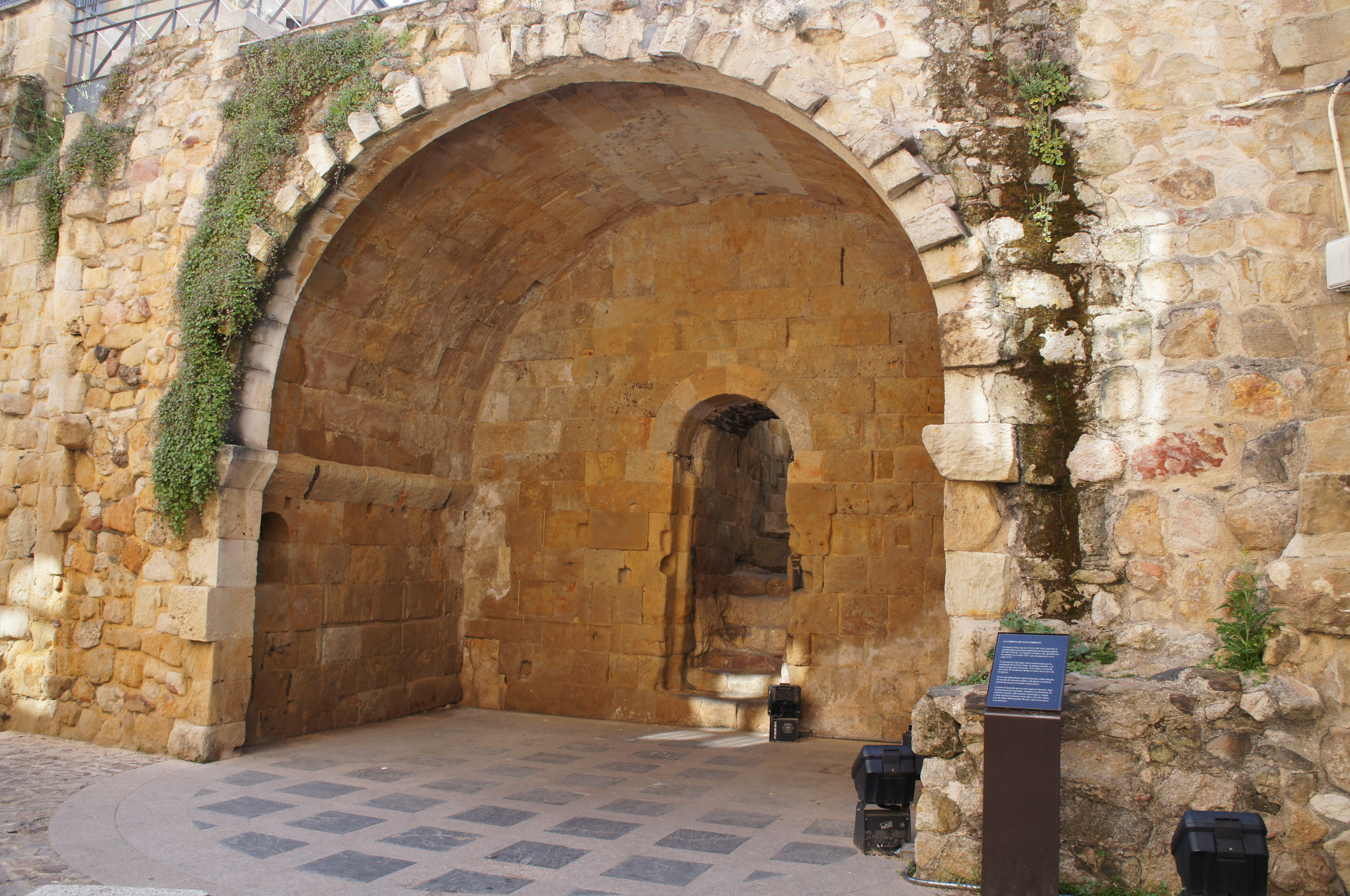
Entrée de la grotte de Salamanque.

La grotte de Salamanque, ou cave de Salamanque (en espagnol cueva de Salamancaca), est un lieu légendaire où le Diable aurait résidé et prodigué ses enseignements à des élèves choisis. La première grotte de ce nom est située en Espagne, dans la ville de Salamanque. Sa légende s'est transmise ensuite dans plusieurs pays d'Amérique du Sud, où elle a donné lieu à plusieurs variantes, principalement dans d'autres lieux également nommés Salamanca.    

## La légende espagnole
En Espagne, la légende de la grotte de Salamanque est liée aux croyances ésotériques ayant cours dans la ville au Moyen âge et au folklore de l'université de Salamanque. 
Au XVIe siècle, les croyances populaires relatives à l'écrivain navarrais Axular affirmaient qu'il avait reçu l'enseignement du Diable dans la grotte de Salamanque.
La grotte de Salamanque est le sujet de plusieurs œuvres littéraires espagnoles. Au XVIIe siècle, Cervantes compose un intermède, La Cave de Salamanque, où il offre un traitement burlesque de la légende ; la pièce est regroupée dans le recueil posthume Huit comédies et huit intermèdes, publié à Madrid en 1615. Environ à la même époque, Juan Ruiz de Alarcón y Mendoza compose également une pièce sur ce sujet.